# Monte San Giorgio
Monte San Giorgio (hrvatski: Planina sv. Jurja) je šumovita planina na jugu švicarskog kantona Ticina, južna Švicarska. Planina ima 1097 metara nadmorske visine i s dviju strana je okružena jezerom Luganom, te je gotovo sva na tlu Švicarske, osim vrha Poncione d'Arzo ili Pravello (1015 m) koji se nalazi na granici s Italijom i Medvjeđe planine (Monte Orsa, 998 metara) koja je u Italiji.
God. 2003., Monte San Giorgio je upisano na UNESCO-ov popis mjesta svjetske baštine u Europi kao "najdragocjeniji izvor paleoloških fosila koji svjedoče o morskom životu iz vremena Trijasa, ali i životu na kopnu također, te omogućavaju istraživanje biljnog i životinjskog života kroz više milijuna godina". U 19. stoljeću je otkriveno pet slojeva fosilnih ostataka s tisućama kostura dinosaura i morskih riba, uključujući neke rijetke i jedinstvene primjerke koji su ime dobili po ovom mjestu (Daonella serpianensis, Serpianosaurus mirigiolensis, Serpianotiaris hescheleri, Tanystropheus meridensis, Ceresiosaurus, Ticinosucus ferox, Besanosaurus leptorhyncus, Lariosaurus) ili po imenu istraživača koji su ih pronašli ovdje (Ichthyosaurus cornalianus, Neusticosaurus Peyer, Ceresiosaurus heels, Tintorina meridensis, itd.).
Talijanska strana planine je dodana zaštićenom području 2010. godine.
- Panorama jezera Lugano s planinom Monte San Giorgio u sredini
- Selo Brusino Arsizio i Monte San Giorgio ispred planine Monte Generoso
- Pachypleurosaurus, 20 cm
- Besanosaurus leptorhyncus, 580 cm
- Archaeosemionotus sp., 40 cm

## Vanjske poveznice
- Službena stranica Monte San Giorgio
- Muzej fosila Meride (Švicarska)  Arhivirana inačica izvorne stranice od 14. rujna 2012. (Wayback Machine)
- Kantonalni prirodoslovni muzej Lugano (Švicarska)[neaktivna poveznica]